# (3563) Canterbury
(3563) Canterbury ist ein Asteroid des Hauptgürtels, der am 23. März 1985 von den neuseeländischen Astronomen Alan C. Gilmore und Pamela Margaret Kilmartin am Mt John University Observatory (IAU-Code 474) entdeckt wurde.
Der Asteroid gehört zur Dora-Familie, einer Gruppe von Asteroiden, die nach (668) Dora benannt ist.
(3563) Canterbury wurde nach der Region Canterbury in Neuseeland benannt.